# 크리스천 칼럼
《크리스천 칼럼》은 대한민국의 방송국 기독교방송의 라디오 채널 CBS 표준FM에서 월~토 오전 5시 55분 ~ 오전 6시까지 방송하는 라디오 프로그램이다. 목사의 설교를 들려준다.

## 순서
- 월요일 - 인천제일교회 이제일 목사
- 화요일 - 산본교회 이상갑 목사
- 수요일 - 청수백석대학교회 강인한 목사
- 목요일 - 용인성찬감리교회 오원호 목사
- 금요일 - 한마음예담교회 이정택 목사
- 토요일 - 신일교회 이권희 목사

## 같이 보기
- CBS 표준FM
- 기독교방송

| CBS 표준FM                    |                          |                         |
| 이전                          | 크리스천 칼럼            | 다음                    |
| 성서강해                      | 크리스천 칼럼            | 굿모닝뉴스 채선아입니다 |
| 오전 5시 30분 ~ 오전 5시 55분 | 오전 5시 55분 ~ 오전 6시 | 오전 6시 5분 ~ 오전 7시 |
|                               |                          | 정시 CBS 노컷뉴스       |

| 부산CBS 표준FM                |                          |                         |
| 이전                          | 크리스천 칼럼            | 다음                    |
| 성서강해                      | 크리스천 칼럼            | 굿모닝뉴스 채선아입니다 |
| 오전 5시 30분 ~ 오전 5시 55분 | 오전 5시 55분 ~ 오전 6시 | 오전 6시 5분 ~ 오전 7시 |
|                               |                          | 정시 CBS 노컷뉴스       |

| 경남CBS 표준FM(토요일)        |                          |                         |
| 이전                          | 크리스천 칼럼            | 다음                    |
| 요한복음 산책                 | 크리스천 칼럼            | 굿모닝뉴스 채선아입니다 |
| 오전 5시 30분 ~ 오전 5시 55분 | 오전 5시 55분 ~ 오전 6시 | 오전 6시 ~ 오전 7시     |
|                               |                          |                         |